# Parafia św. Wincentego á Paulo w Zbójnej
Parafia pw. św. Wincentego a Paulo w Zbójnej – rzymskokatolicka parafia należąca do dekanatu Łomża - św. Brunona, diecezji łomżyńskiej, metropolii białostockiej. Parafię prowadzą księża diecezjalni.

## Historia
Parafia została erygowana 23 sierpnia 1892 w następstwie wydzielenia z terytorium parafii w Nowogrodzie. Patronem parafii jest św. Wincenty a Paulo.

## Zasięg parafii
Do parafii należą wierni z następujących miejscowości: Zbójna, Dębniki, Gawrychy, Gontarze, Laski, Osowiec, Pianki, Ruda Osowiecka, Stanisławowo, Tabory-Rzym i Wyk.

## Proboszczowie
- ks. Jan Przybiński (1925–1928)[3]
- ks. Kazimierz Sidorowicz (1928–1946)
- ks. Rajmund Bargielski (1946–1966)
- ks. Ludwik Rzeszótko (1966–1975)
- ks. Tadeusz Jerzy Nowicki (1975–1978)
- ks. Klemens Karwowski (1978–1980)
- ks. Jerzy Śleszyński (1980–1992)
- ks. Tadeusz Sutkowski (1992–2001)
- ks. Henryk Osowiecki (2001–)